# 25 Samodzielny Batalion Piechoty Zmotoryzowanej (Ukraina)
25 Samodzielny Batalion Piechoty Zmotoryzowanej „Ruś Kijowska” – batalion Wojsk Lądowych Ukrainy, podporządkowany 169 Centrum Szkoleniowemu Sił Zbrojnych Ukrainy. Jako batalion obrony terytorialnej brał udział w konflikcie na wschodniej Ukrainie. Batalion stacjonuje w obwodzie kijowskim.

## Działania bojowe
Batalion trafił do strefy walk 19 sierpnia 2014 roku, a już dzień później był na pierwszej linii frontu. 25 sierpnia w pobliżu Komisariwki w obwodzie ługańskim, jeden z żołnierzy zginął podczas ostrzału kolumny pojazdów batalionu. 28 sierpnia, również na tym obszarze, w wyniku ostrzału moździerzowego zginął kolejny żołnierz, a dwóch zostało rannych. 21 września snajperzy ostrzelali punkt kontrolny Kijowskiej Rusi pod Debalcewem. Dwóch żołnierzy zginęło na miejscu, a jeszcze jeden podczas transportu do szpitala. 7 listopada pod wsią Sanżariwka grupa czterech zwiadowców batalionu wpadła w zasadzkę, w wyniku której jeden z nich zginął. 14 listopada ostrzelano pozycje batalionu pod Debalcewem – kolejny z żołnierzy zmarł, a dwóch odniosło rany. Trzy dni później zginął zastępca dowódcy jednej z kompanii. 6 grudnia pod Debalcewem pocisk systemu Grad uderzył w furgonetkę batalionu, zabijając kolejnego żołnierza. 27 grudnia Kijowską Ruś wycofano ze strefy walk celem uzupełnienia strat. Na dzień 26 stycznia 2015 roku 2 kompania oraz bateria przeciwpancerna batalionu stacjonowały pod wsią Komuna, a 1 kompania brała udział w walkach o Ridkodub. Dwa dni później w potyczce pancernej pod Debalcewem zmarł czołgista batalionu, a w kolejnym dniu jeszcze jeden żołnierz zginął pod Wuhłehirśkiem. 1 lutego 2015 roku dowódca Kijowkiej Rusi, Jewhenij Tkaczuk, wraz z zastępcą dowódcy baterii przeciwpancernej i pięćdziesięcioma czterema innymi żołnierzami opuścili swoje pozycje pod Sawełiwką w pobliżu Wuhłehirśka twierdząc, że znaleźli się pod ciężkim ostrzałem artylerii i rakiet. Dzień później prokuratura wojskowa oskarżyła żołnierzy o dezercję i tchórzostwo, a ich ucieczka miała być jedną z przyczyn zdobycia Debalcewego przez separatystów. J. Tkaczuka oskarżono o tchórzostwo oraz niewykonanie rozkazu i osadzono w areszcie. 2 lutego zniszczony został transporter opancerzony batalionu, który przewoził zapasy dla jednego z otoczonych pododdziałów Kijowskiej Rusi. Zginął jeden, a czterech żołnierzy odniosło rany.